# John Henry Constantine Whitehead
John Henry Constantine Whitehead (Madras, 11 novembre 1904 – Princeton, 8 maggio 1960) è stato un matematico britannico.

## Biografia
Nipote di Alfred North Whitehead, insegnò matematica all'università di Oxford dal 1947 e dal 1944 fu membro della Royal Society.
Inizialmente interessato all'algebra di Lie, trovò in seguito la sua realizzazione nell'omotopia: dimostrò, nell'ambito della congettura di Poincaré, che la sfera solida 3D senza frontiera non può essere caratterizzata solamente da invarianti omotopici; contribuì fortemente alla teoria dei nodi e introdusse il prodotto di Whitehead; definì la nozione di CW complex.
Nel 1937 pubblicò con Oswald Veblen il volume The Foundations of Differential Geometry (I fondamenti della geometria differenziale).